# Coupe du monde de cyclo-cross 2012-2013
Navigation
2011-2012 2013-2014
La Coupe du monde de cyclo-cross 2012-2013 est la 20e édition de la coupe du monde de cyclo-cross qui a lieu du 21 octobre 2012 à Tábor au 20 janvier 2013 à Hoogerheide. Elle comprend huit manches pour les hommes et les femmes, et six pour les hommes espoirs et juniors. Toutes les épreuves font partie du calendrier de la saison de cyclo-cross masculine et féminine 2012-2013.

## Calendrier
| # | Date        | Course                        |
| - | ----------- | ----------------------------- |
| 1 | 21 octobre  | Cyclocross Tábor              |
| 2 | 28 octobre  | Cyclocross Plzeň              |
| 3 | 24 novembre | Duinencross                   |
| 4 | 2 décembre  | Grand Prix Lille Métropole    |
| 5 | 23 décembre | Cyclo-cross de la Citadelle   |
| 6 | 26 décembre | GP Eric De Vlaeminck          |
| 7 | 6 janvier   | Rome                          |
| 8 | 20 janvier  | Grand Prix Adrie van der Poel |

## Hommes élites

### Résultats
| # | Date        | Lieu           | Vainqueur     | Deuxième          | Troisième             | Leader du classement général |
| - | ----------- | -------------- | ------------- | ----------------- | --------------------- | ---------------------------- |
| 1 | 21 octobre  | Tábor          | Kevin Pauwels | Lars van der Haar | Niels Albert          | Kevin Pauwels                |
| 2 | 28 octobre  | Plzeň          | Niels Albert  | Klaas Vantornout  | Kevin Pauwels         | Niels Albert                 |
| 3 | 24 novembre | Coxyde         | Sven Nys      | Niels Albert      | Francis Mourey        | Niels Albert                 |
| 4 | 2 décembre  | Roubaix        | Sven Nys      | Kevin Pauwels     | Niels Albert          | Niels Albert                 |
| 5 | 23 décembre | Namur          | Kevin Pauwels | Sven Nys          | Niels Albert          | Niels Albert                 |
| 6 | 26 décembre | Heusden-Zolder | Sven Nys      | Niels Albert      | Zdeněk Štybar         | Sven Nys                     |
| 7 | 6 janvier   | Rome           | Kevin Pauwels | Niels Albert      | Marco Aurelio Fontana | Niels Albert                 |
| 8 | 20 janvier  | Hoogerheide    | Martin Bína   | Lars van der Haar | Simon Zahner          | Niels Albert                 |

### Classement général
| Pos | Coureur             | Points |
| --- | ------------------- | ------ |
| 1   | Niels Albert        | 540    |
| 2   | Kevin Pauwels       | 515    |
| 3   | Sven Nys            | 506    |
| 4   | Lars van der Haar   | 411    |
| 5   | Bart Aernouts       | 372    |
| 6   | Radomír Šimůnek jr. | 361    |
| 7   | Klaas Vantornout    | 356    |
| 8   | Francis Mourey      | 348    |
| 9   | Thijs van Amerongen | 318    |
| 10  | Simon Zahner        | 298    |

## Femmes élites

### Résultats
| # | Date        | Lieu           | Vainqueur         | Deuxième          | Troisième                | Leader du classement général |
| - | ----------- | -------------- | ----------------- | ----------------- | ------------------------ | ---------------------------- |
| 1 | 21 octobre  | Tábor          | Sanne van Paassen | Katherine Compton | Helen Wyman              | Sanne van Paassen            |
| 2 | 28 octobre  | Plzeň          | Katherine Compton | Helen Wyman       | Nikki Harris             | Katherine Compton            |
| 3 | 24 novembre | Coxyde         | Katherine Compton | Nikki Harris      | Sanne Cant               | Katherine Compton            |
| 4 | 2 décembre  | Roubaix        | Katherine Compton | Sanne van Paassen | Jasmin Achermann         | Katherine Compton            |
| 5 | 23 décembre | Namur          | Katherine Compton | Kateřina Nash     | Marianne Vos             | Katherine Compton            |
| 6 | 26 décembre | Heusden-Zolder | Marianne Vos      | Katherine Compton | Sanne Cant               | Katherine Compton            |
| 7 | 6 janvier   | Rome           | Marianne Vos      | Katherine Compton | Kateřina Nash            | Katherine Compton            |
| 8 | 20 janvier  | Hoogerheide    | Marianne Vos      | Sanne van Paassen | Christel Ferrier-Bruneau | Katherine Compton            |

### Classement général
| Pos | Coureur                  | Points |
| --- | ------------------------ | ------ |
| 1   | Katherine Compton        | 390    |
| 2   | Sanne van Paassen        | 300    |
| 3   | Nikki Harris             | 276    |
| 4   | Helen Wyman              | 274    |
| 5   | Sanne Cant               | 247    |
| 6   | Marianne Vos             | 225    |
| 7   | Jasmin Achermann         | 223    |
| 8   | Christel Ferrier-Bruneau | 202    |
| 9   | Lucie Chainel-Lefèvre    | 196    |
| 10  | Pavla Havlíková          | 165    |

## Hommes espoirs

### Résultats
| # | Date        | Lieu           | Vainqueur          | Deuxième                | Troisième              | Leader du classement général |
| - | ----------- | -------------- | ------------------ | ----------------------- | ---------------------- | ---------------------------- |
| 1 | 21 octobre  | Tábor          | Mike Teunissen     | Corné van Kessel        | Wietse Bosmans         | Mike Teunissen               |
| 2 | 28 octobre  | Plzeň          | Wietse Bosmans     | Wout van Aert           | Michael Vanthourenhout | Wietse Bosmans               |
| 3 | 24 novembre | Coxyde         | Wietse Bosmans     | Michiel van der Heijden | Wout van Aert          | Wietse Bosmans               |
| 4 | 26 décembre | Heusden-Zolder | Wietse Bosmans     | Corné van Kessel        | Wout van Aert          | Wietse Bosmans               |
| 5 | 6 janvier   | Rome           | Julian Alaphilippe | Mike Teunissen          | Gianni Vermeersch      | Wietse Bosmans               |
| 6 | 20 janvier  | Hoogerheide    | Wietse Bosmans     | Gianni Vermeersch       | Julian Alaphilippe     | Wietse Bosmans               |

### Classement général
| Pos | Coureur                | Points |
| --- | ---------------------- | ------ |
| 1   | Wietse Bosmans         | 315    |
| 2   | Wout van Aert          | 222    |
| 3   | Corné van Kessel       | 200    |
| 4   | Gianni Vermeersch      | 200    |
| 5   | Mike Teunissen         | 193    |
| 6   | Julian Alaphilippe     | 163    |
| 7   | Michael Vanthourenhout | 151    |
| 8   | David van der Poel     | 131    |
| 9   | Jens Adams             | 110    |
| 10  | Laurens Sweeck         | 109    |

## Hommes juniors

### Résultats
| # | Date        | Lieu           | Vainqueur            | Deuxième         | Troisième        | Leader du classement général |
| - | ----------- | -------------- | -------------------- | ---------------- | ---------------- | ---------------------------- |
| 1 | 21 octobre  | Tábor          | Mathieu van der Poel | Quinten Hermans  | Karel Pokorný    | Mathieu van der Poel         |
| 2 | 28 octobre  | Plzeň          | Mathieu van der Poel | Quinten Hermans  | Logan Owen       | Mathieu van der Poel         |
| 3 | 24 novembre | Coxyde         | Mathieu van der Poel | Quinten Hermans  | Martijn Budding  | Mathieu van der Poel         |
| 4 | 26 décembre | Heusden-Zolder | Mathieu van der Poel | Logan Owen       | Martijn Budding  | Mathieu van der Poel         |
| 5 | 6 janvier   | Rome           | Mathieu van der Poel | Gioele Bertolini | Martijn Budding  | Mathieu van der Poel         |
| 6 | 20 janvier  | Hoogerheide    | Mathieu van der Poel | Martijn Budding  | Gioele Bertolini | Mathieu van der Poel         |

### Classement général
| Pos | Coureur              | Points |
| --- | -------------------- | ------ |
| 1   | Mathieu van der Poel | 360    |
| 2   | Martijn Budding      | 255    |
| 3   | Logan Owen           | 205    |
| 4   | Nicolas Cleppe       | 184    |
| 5   | Quinten Hermans      | 178    |
| 6   | Gioele Bertolini     | 171    |
| 7   | Karel Pokorný        | 155    |
| 8   | Clément Russo        | 154    |
| 9   | Kobe Goossens        | 129    |
| 10  | Yannick Peeters      | 113    |